# Peter Solan
Peter Solan (ur. 25 kwietnia 1929 w Bańskiej Bystrzycy, zm. 21 września 2013 w Bratysławie) – słowacki reżyser i scenarzysta.

## Filmografia
scenarzysta
- 1953: Vianočný dar
- 1962: Bokser i śmierć
- 1968: Dialog 20-40-60

reżyser
- 1953: Vianočný dar
- 1959: Człowiek, który nie wrócił
- 1965: Gdy skończy się ta noc
- 1976: Všetko má svoj čas
- 1981: Seď a poď
- 1985: O sławie nieco inaczej